# Огава, Масатака
Масатака Огава (яп. 小川 正孝; 1865—1930) — японский химик, 4-й президент Университета Тохоку, известен благодаря открытию элемента рения, который он назвал «ниппониум».

## Биография
После окончания Императорского Токийского университета учился у Уильяма Рамзая в Лондоне, где занимался анализом редкого минерала торианита, который был впервые обнаружен на Цейлоне (1904). Он выделил из минерала небольшое количество явно неизвестного вещества, которое он объявил открытием элемента 43, назвав обнаруженный элемент «ниппоний» (1908). Огава опубликовал свои результаты в 1909 году, и уведомление было опубликовано в журнале Токийского химического общества. За эту работу он был удостоен докторской степени и высшей награды Токийского химического общества. Тем не менее, никакие другие исследователи не смогли повторить его открытие и оно было забыто.
4-й президент Университета Тохоку (1919—1928). Продолжал исследования после ухода с поста президента университета. Скончался скоропостижно в июле 1930 года в процессе работы в своей лаборатории.
Незадолго до смерти Огавы (весной 1930 года) образец, содержащий очищенный ниппоний, был подвергнут рентгеновскому анализу в Токийском университете и Институте материаловедения Университета Тохоку. По результатам исследований был сделан вывод, что ниппоний на самом деле является рением. Рентгеновский анализатор ещё не был введен в Японии, в момент открытия Огавой ниппония и элемент не мог быть успешно идентифицирован до этого времени. Исследования показали, что, хотя Огава не идентифицировал элемент 43 (окончательно выделенный в 1925 году), он, очевидно, выделил элемент 75 — рений.
Поскольку название ниппоний не могло быть повторно использовано для наименования другого элемента, то элемент 113, обнаруженный группой японских ученых, был назван нихоний в честь Японии и из уважения к работе Огавы.
Был награждён орденом Священного сокровища 2-й степени (1925) и пожалован 3-м чином табеля о рангах «Старшее человеколюбие» (1928).